# 机身 (小说)
《机身》（英語：Airframe）是美国作家迈克尔·克莱顿所著的小说，精装版首次出版于1996年，平装版出版于1997年。该书讲述的是女主角凯西·辛格顿，故事中虚构的飞机制造商诺顿质保部门副总裁，调查一起由诺顿生产的民航飛機造成3死57伤的航空事故的故事。 

## 主题
航空安全一直是书中的主旋律。为了反复强调那些看似冗余的安全步骤，以及为诸如麥道DC-10之类的飞机鸣冤，克莱顿刻意挑战了公众对于航空安全的认知，并强调人们总是将责任推给了错误的团体。
另一大主旋律，调查报导，则与航空安全相互揉杂。克莱顿在书中描绘了人们如何为了好卖点而故意歪曲事实。《Entertainment Weekly》评价其为“残忍、新鲜并且很逗”的讽刺。《旧金山纪事报》认为克莱顿对电视媒体记者的描写较为可信，并称克莱顿“不介意四处树敌”。
《机身》也延续了克莱顿其他书中的一个主题：人机交互中的人为错误问题。虽然飞机本身维修欠妥，但并不至于坠毁；坠毁的根本原因是人类失误，以及未得到充分训练的飞行员。